# Казино «Рояль» (фільм, 1967)

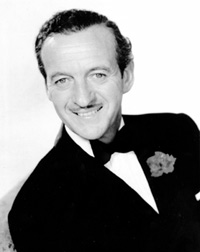
Девід Нівен, виконавець ролі Джеймса Бонда

«Казино „Рояль“» (англ. Casino Royale) — британсько-американський художній фільм 1967 року, пародійна комедія, комедія абсурду, вільна інтерпретація однойменного твору Яна Флемінга. Фільм не є частиною офіційної бондіани. У головних і другорядних ролях грає ціла плеяда кінозірок світової величини.

## Сюжет
Організація СМЕРШ може порушити існуючу глобальну рівновагу. Щоб цього не сталося розвідки світу вирішили повернути на службу секретного агента 007, Джеймса Бонда (Дейвід Нівен), проти якого діє ціла армія жінок–агентів, ілюзіоніст (Орсон Веллс), що грає в казино «Рояль» у бакару та невротик з манією величі і голова СМЕРШу (Вуді Аллен). Щоб 007 не розпізнали, тепер усі агенти, навіть жінка, будуть називати себе агентами 007.

## У ролях
- Девід Нівен — Сер Джеймс Бонд, агент 007
- Урсула Андресс — Веспер Лінд
- Жан-Поль Бельмондо — французький легіонер
- Дебора Керр — Агент Мімі / Леді Фіона Мактеррі
- Теренс Купер — Купер / Джеймс Бонд / 007
- Джоанна Петті — Мата Бонд
- Пітер Селлерс — Джеймс Бонд, агент 007
- Орсон Веллс — Ле Шифр
- Джон Г'юстон — М
- Курт Кажнар — епізод
- Джордж Рафт — грає самого себе
- Барбара Буше — епізод
- Анджела Скулар — епізод
- Александра Бастедо — епізод
- Анна Квейл — епізод
- Ронні Корбетт — епізод
- Колін Гордон — епізод
- Бернард Кріббінс — епізод
- Джон Блутал — епізод
- Джеффрі Бейлдон — К'ю
- Грем Старк — епізод
- Річард Воттіс — епізод
- Владек Шейбал — епізод
- Габріелла Лікуді — Еліза
- Персі Херберт — епізод
- Трейсі Крісп — епізод
- Джинн Роланд — епізод
- Елейн Тейлор — епізод
- Дерек Німмо — епізод
- Дункан Макрей — епізод
- Чік Мюррей — епізод
- Шарль Буайє — епізод
- Даліа Лаві — епізод
- Вільям Голден — епізод
- Вуді Аллен — Джиммі Бонд
- Вероніка Гардньє — епізод
- Жаклін Біссет — епізод
- Ношер Павелл — британський офіцер
- С'юзен Бейкер — епізод
- Ерік Чітті — епізод
- Валентін Діалл — епізод
- Боб Годфрі — епізод
- Джон Холліс — епізод
- Анжеліка Г'юстон — епізод
- Берт Квок — епізод
- Джон Лі Месур'є — епізод
- Керолайн Манро — епізод
- Пітер О'Тул — епізод
- Девід Проуз — епізод
- Мілтон Рейд — епізод
- Роберт Роуленд — епізод
- Дженніфер Бейкер — епізод
- Волтер Генрі — епізод
- Йєн Вілсон — епізод
- Мона Вошборн — епізод
- Дженніфер Вайт — епізод
- Пол Вестон — епізод
- Дел Вотсон — епізод
- Кен Бакл — епізод
- Банні Сіман — епізод
- Максвелл Крейг — епізод

## Знімальна група
- Режисери — Вел Гест, Кен Г'юз, Джон Г'юстон, Джозеф Макгрес, Роберт Перріш
- Сценаристи — Вуді Аллен, Біллі Вайлдер, Вел Гест, Террі Сазерн, Вулф Манковіц, Пітер Селлерс, Джозеф Геллер, Бен Гехт
- Оператор — Джек Гілдьярд
- Композитор — Берт Бакара
- Художник — Майкл Стрінгер
- Продюсери — Джеррі Бреслер, Джон Дарк, Чарльз К. Фельдман

## Факти
- Початковий бюджет фільму, затверджений студією, становив 6 мільйонів доларів США, це була величезна сума у 1966 році. Однак до часу, коли кіно було остаточно завершене, його бюджет збільшився більше, ніж удвічі, що зробило його одним з найдорожчих фільмів, створених до того моменту.
- За права на цей фільм кіностудія Metro-Goldwyn-Mayer у 1999 році виплатила кіностудії Sony Pictures Entertainment 10 мільйонів доларів.